# CSS General Sumter
Se sabe que el CSS General Sumter, como a menudo Sumter en el lenguaje común, fue el remolcador fluvial Junius Beebe, con maquinaria de baja presión, muy probablemente un buque construido en Argel (Luisiana), en 1853. Adquirido por el Estado de Luisiana de Charles H. Morgan's Southern Steamship Co. a principios de 1861, el Junius Beebe fue útil para la causa confederada, en detalles tales como el desvío de envíos extranjeros en preparación para cerrar Southwest Pass, operando bajo Stanton & Co., New Orleans, administrando para el Gobernador, hasta que fue seleccionado por Capitán James E. Montgomery para su Flota de Defensa Fluvial. El 25 de enero de 1862, en el patio de James Martin en Argel, al otro lado del Misisipi desde Nueva Orleans, Montgomery comenzó su conversión a un ariete revestido de algodón con revestimiento de roble de 4 pulgadas, una pulgada de hierro sobre su proa y fardos de algodón entre mamparos dobles de pino.
Cuando sus reparaciones fueron completadas, el General Sumter subió a Fort Pillow (Tenneessee), 17 de abril, para ser armado. El 10 de mayo, defendiendo la avenida principal a Memphis, la flota de ocho buques de Montgomery atacó a los acorazados federales. En esta acción en Plum Point Bend, 4 millas sobre Ft. Pillow, probablemente fue el General Sumter bajo el mando del capitán W. W. Lamb que valientemente se acercó a 20 yardas del buque mortero No. 16, cuyos proyectiles amenazaban el fuerte, y disparó todo lo que tenía, incluida una andanada de rifle; dos balas de 32 libras perforaron las persianas de hierro de la batería flotante de la Unión. Luego, el CSS General Sterling Price y el General Sumter cooperaron en un ataque coordinado bien ejecutado, uno tras otro embistiendo al USS Cincinnati a toda velocidad, de modo que perdió el timón y gran parte de la popa; Cincinnati (a quien Montgomery informó como el Carondelet) tuvo que ser llevado a tierra para evitar que se hundiera. Por lo tanto, los arietes de Montgomery mantuvieron a "raya" a la flotilla federal hasta que el fuerte fue evacuado con éxito, el 1 de junio, antes de retroceder a Memphis para repostar.
Siguiendo rápidamente la captura de Ft. Pillow, el oficial de bandera Charles H. Davis, USN, apareció frente a Memphis en vigor el 6 de junio. Montgomery, acorralado, sin carbón suficiente para retirarse a Vicksburg pero sin querer hundir su flota, luchó desesperadamente en la Batalla de Memphis: el general Sumter embistió y dañó gravemente al USS Queen of the West, pero finalmente la mayoría de los barcos confederados fueron destruidos o hundidos. a lo inevitable. El General Sumter no se hundió; gravemente baleado, corrió hacia la costa de Arkansas, fue capturado y se convirtió, brevemente, en el USS Sumter. en agosto volvió a encallar río abajo frente a Bayou Sara (Luisiana), y el resto del escuadrón la abandonó excepto para incursiones de piezas de repuesto en su maquinaria en períodos de bajamar; antes de que la población local terminara de desnudarla, las autoridades confederadas lograron prender fuego al casco.